# Ludwig Carl Emil Coester
Ludwig Carl Emil Coester (auch Cöster) (* 29. April 1787 in Frankfurt am Main; † 13. April 1853 in Berlin) war ein Politiker der Freien Stadt Frankfurt.
Ludwig Carl Emil Coester war Handelsmann in Frankfurt am Main. Er war Teilhaber der Firma Lindheimer und Cöster; diese handelte mit Spezereiwaren. Von 1832 bis 1837 war er Mitglied und von 1836 bis 1836 Subsenior (stellvertretender Vorsitzender) der Frankfurter Handelskammer. Mit der Wahl als Senator schied er aus dem Unternehmen aus.
Er gehörte 1830 bis 1853 dem Gesetzgebenden Körper an. 1837 bis 1851 war er Senator und in dieser Zeit 1849 Jüngerer Bürgermeister. Am 16./17. November 1848 wurde er in einer Nachwahl in die Constituierende Versammlung der Freien Stadt Frankfurt gewählt. 1851 bis 1853 war er Schöff.